# Didymostigma obtusum
Didymostigma obtusum är en tvåhjärtbladig växtart som först beskrevs av Charles Baron Clarke, och fick sitt nu gällande namn av Wen Tsai Wang. Didymostigma obtusum ingår i släktet Didymostigma och familjen Gesneriaceae. Inga underarter finns listade i Catalogue of Life.